# 牛久大仏
牛久大仏（うしくだいぶつ、正式名称：牛久阿弥陀大佛）は、日本の茨城県牛久市にあるブロンズ（青銅）製大仏立像で、全高120メートル（像高100メートル、台座20メートル）あり、立像の高さは世界で6番目。ブロンズ立像としては世界最大。浄土真宗東本願寺派本山東本願寺によって造られた。小動物公園や花畑などがある浄土庭園内にあり、公園墓地「牛久浄苑」との複合施設となっている。総面積は37万平方メートルに及ぶ。

## 概要

牛久浄苑からの眺め。牛久大仏が見える。

牛久大仏建設の事業構想は1983年に関係者によって着手された。1986年に着工、1993年に完成した。事業主体は浄土真宗東本願寺派本山東本願寺。
浄土真宗東本願寺派の霊園である牛久浄苑のエリア内に造られた。その姿は同派の本尊である阿弥陀如来像の形状を拡大したものである。
全高120メートル（像高100メートル、台座20メートル）を誇り、奈良の大仏（像高14.98メートル）が掌に乗り、アメリカ合衆国ニューヨーク州にある自由の女神像（全高93メートル、手を掲げた姿勢の像高46.05メートル）の実質的な像高（足元から頭頂までの高さ33.86メートル）の3倍近くの大きさである。
地上高世界最大の"ブロンズ製"人型建造物（仏像）であり、ギネス世界記録には「世界一の大きさのブロンズ製仏像」として認定されている。
なお、地上高最大の人型建造物は、インドのグジャラート州ナルマダー県にあるヴァッラブバーイー・パテールをかたどった全高240メートル（像高182メートル、台座58メートル）の統一の像。また、近代以前に造営されたものでは、唐の磨崖仏である楽山大仏（中国四川省楽山市）の像高59.98メートルが世界最大である。
また、大型の人型建造物を含む長さの比較資料としては「1 E1 m」、「1 E2 m」が詳しい。
施工は川田工業による。建築にあたっては主に高層ビルで用いられるカーテンウォール工法が採用された。
2024年（令和6年）12月16日に牛久市から「うしく親善大使」の委嘱を受けた。

様々な視点からの大仏
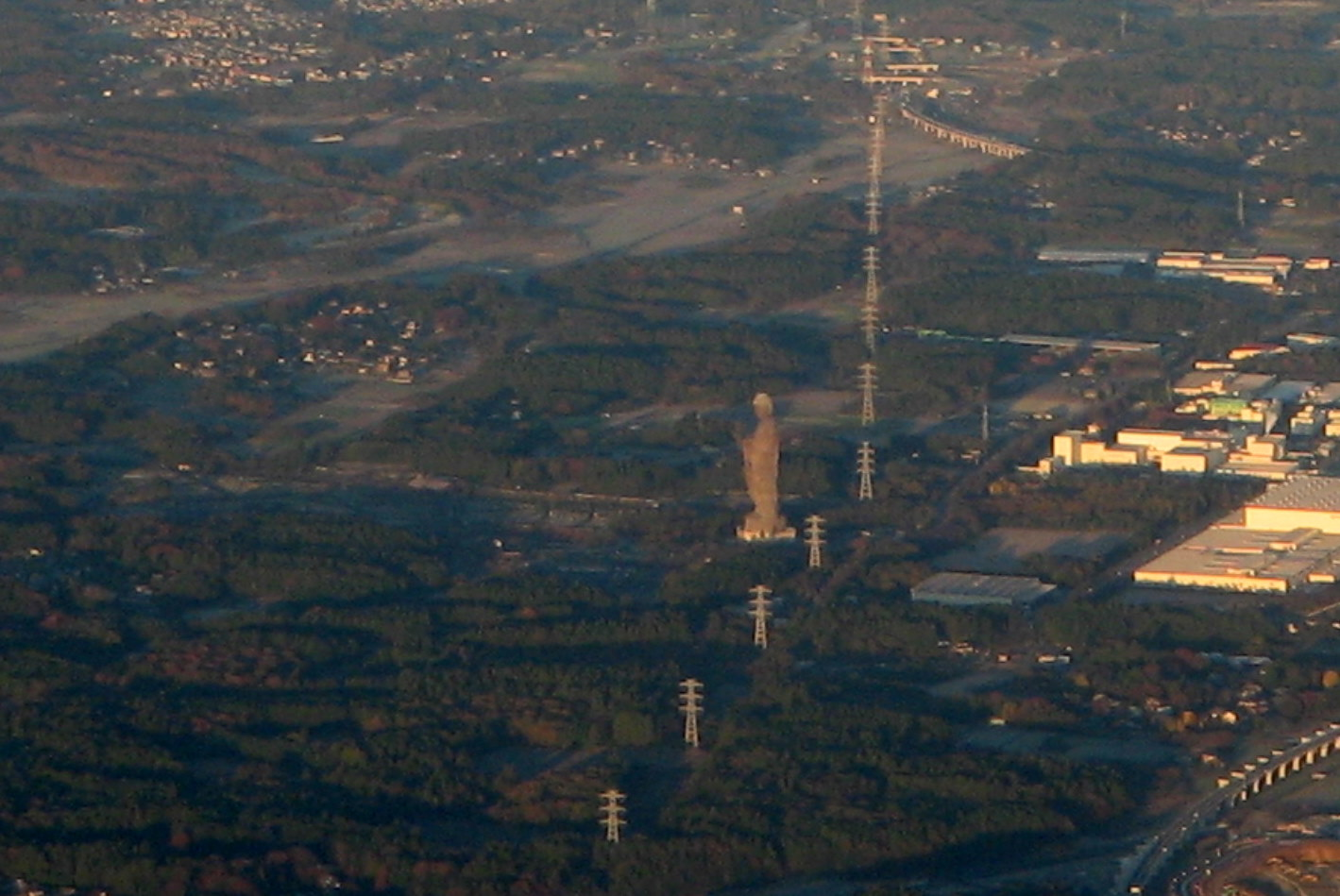
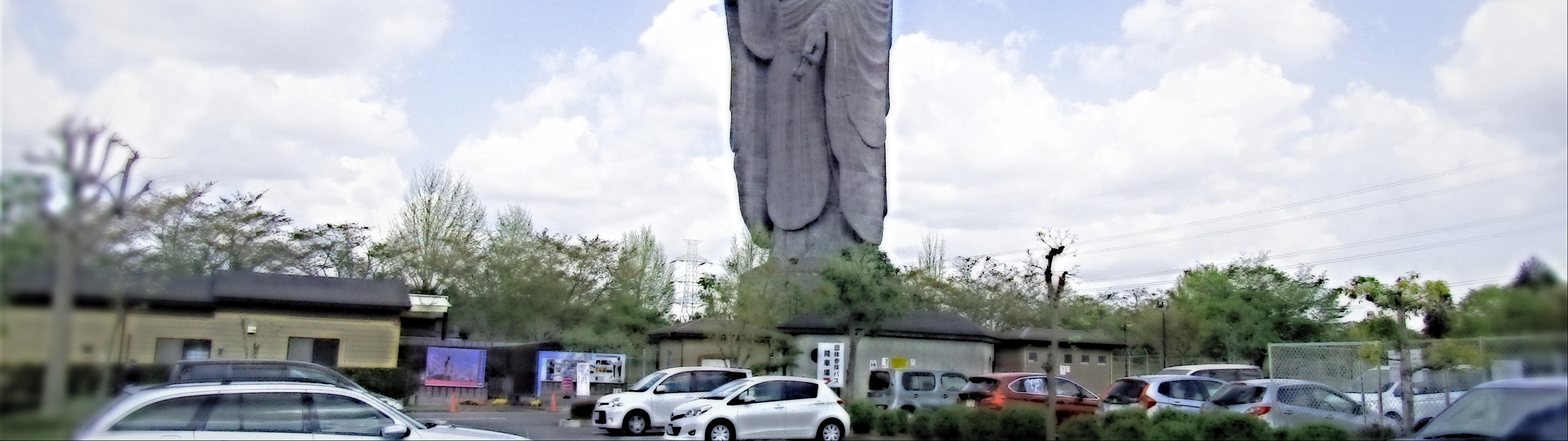
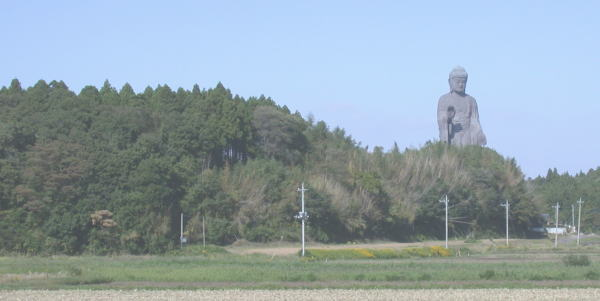

## 構造
まず中央に、大仏全体の重量を支える役割を果たす鉄骨の主架構を組み上げる。次に、主幹の役割を果たすこの鉄骨の周囲に、枝を生やすように、あらかじめ地上で作っておいたブロックを組み合わせていく。
高さ100メートルの仏像本体は20段の輪切り状に分割して設計されており、さらにそれぞれの輪切りが平均17個のブロックに分割されている。加えて、各ブロックは平均1.5メートル四方の青銅製の板金を9枚程度並べて溶接し、下地となる鉄骨と組み合わせることで作成された。この下地鉄骨が、複雑な形状をとりながら主架構と青銅板との間を繋ぎ、樹木でいうところの「枝」に相当する役割を果たしている。
仏像表面の青銅板は葉のように浮いているだけであり、巨大な質量を支える必要がないため、6ミリメートル程度の厚みしかない。これは、銅板で全体の重量を支える奈良の大仏などとの大きな違いである。
特に形状が複雑な両手部分についても、別に地上で組み上げ、巨大クレーンを用いて吊り上げられた。
像の表面には、これを覆うための6,000枚以上の青銅板が用いられている。そのため、像の表面を注意深く見れば正方形のタイル状の継ぎ目を確かめることができる。これらブロックの継ぎ目部分には隙間があり、台風や地震、気象変化による板金の伸び縮みに対して構造上の余裕を持たせる役目を果たしている。
大仏の胸部にあたる地上85メートルまではエレベーター（日立ビルシステム製）でのぼることが可能で、周囲の景色を展望することができる。ただし、像自体の美観の問題から広々とした展望台は設けられておらず、胸部からの景色はスリット状に設けられた小窓から見ることになる。

## 施設の詳細

### 像の基本情報
- 構造：青銅板張立像
- 全高（地上高）：120メートル

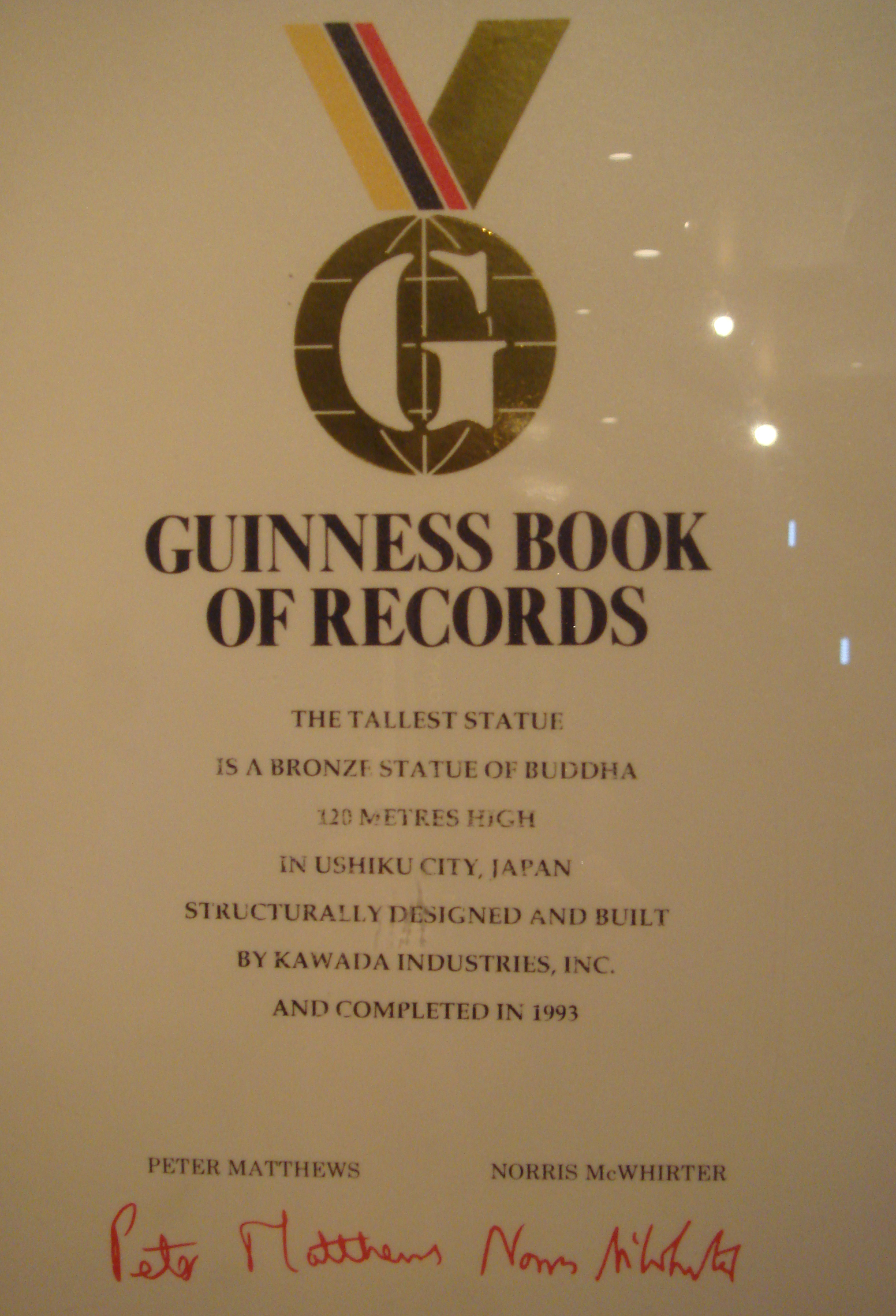
ギネス記録の記念板

- 像高（立像の場合、本体の長さ）：100メートル
- 台座の高さ：20メートル（うち、基壇部は高さ10メートル、蓮華座は高さ10メートル・直径20メートル）
- 総重量：4,000トン（うち、本体重量：3,000トン、外被青銅版の総重量：1,000トン）
- 顔の長さ：20.0メートル
  - 目の長さ：2.5メートル　口の長さ：4.0メートル　鼻の長さ：1.2メートル　耳の長さ：10.0メートル
- 左掌の長さ：18.0メートル
  - 親指の直径：1.7メートル　人さし指の長さ：7.0メートル
- 足の爪の長さ：1.0メートル
- 螺髪（らほつ。総数：480個。1個の直径：1メートル、1個あたりの重量：200キログラム）
- 造営期間：1983年 着工、1993年6月 落慶
- 存続期間：1993年 - 現存

### 内部構造と情報
内部にはパネル展示等があり、歴史や仏教の世界について学ぶ事ができる。
- 1階：光の世界（Infinite Light and Infinite Life）
  - 観想の間：浄土の世界を観想する（思い描く）空間。
- 2階：知恩報徳の世界（World of Gratitude and Thanksfulness）
  - 念仏の間：毎週土曜日、ここで法話がある。阿弥陀如来への報恩感謝の気持ちを籠めて写経を行う空間。写経席は77席。
- 3階：蓮華蔵世界（World of the Lotus Sanctuary）
  - 約3,300体の胎内仏に囲まれた金色の世界。「蓮華蔵世界」とは極楽浄土のこと。
- 4・5階：霊鷲山の間（Room of Mt.Grdhrakuta）
  - ここには仏舎利（釈尊の遺骨）が安置されており、参拝できる。また、四方に窓があり、東西南北を見渡せる。

## 交通アクセス
鉄道・バス

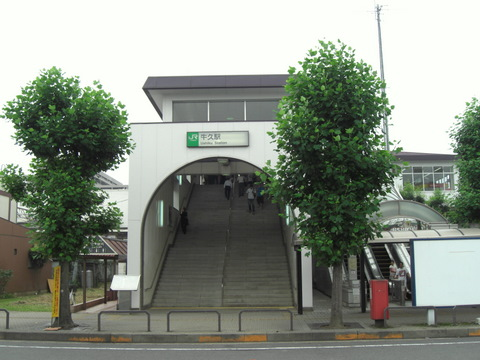
牛久駅東口

- JR常磐線牛久駅東口から関東鉄道バス「牛久浄苑行き」（3便/平日）または「直行 牛久大仏・あみプレミアムアウトレット」（土曜休日+彼岸+正月三が日など運転。午前中は毎時00分・14時台を除く13-16時の間毎時40分発。14時台のみ30分発）に乗車し、「牛久大仏」停留所下車。

自動車
- 首都圏中央連絡自動車道（圏央道）、阿見東ICより約3分。

## フィクション
牛久大仏は、小説『けものがれ、俺らの猿と』（町田康 原作）の映画版（2001年製）と小説『下妻物語』（嶽本野ばら 原作）の映画版（2004年製）に登場している。『けものがれ、俺らの猿と』の劇中では、主要登場人物の一人・田島の父親が造ったが、趣味の悪い着色が施されているとの設定になっている。主人公である脚本家・佐志はそれに対して批判的に意見する。
竹井10日のライトノベル『誉められて神軍』第2巻に茨城エルフの聖域に有史以前より鎮座する全高120メートルの神像として「牛久女神像」が登場している。
アニメ『ラブライブ!スーパースター!!』の登場人物の地元が牛久市という設定で、2024年放送の第3期の4話と11話に登場する。